# Condado (Tolkien)

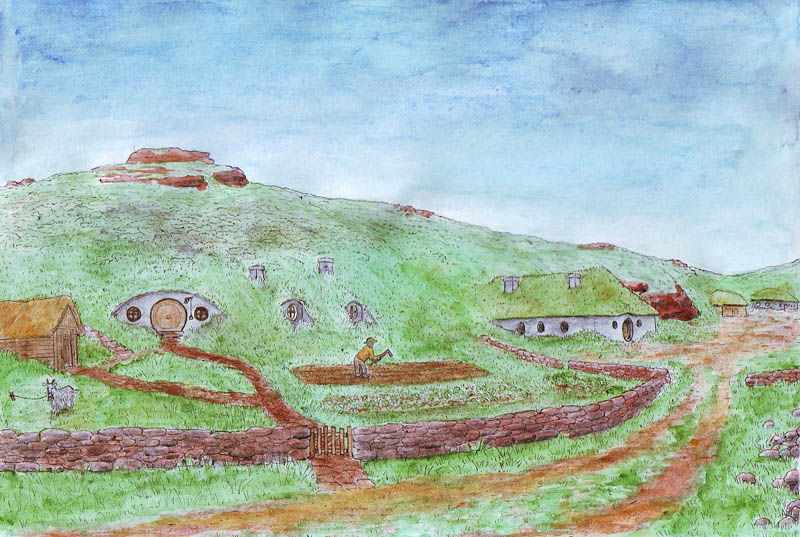
Ilustração do Condado.

O Condado (Shire no original) é uma região da Terra Média, um universo fictício criado pelo filólogo e professor britânico J. R. R. Tolkien, descrito em O Hobbit, O Senhor dos Anéis e diversas outras obras do autor. O Condado se refere a uma área povoada exclusivamente por Hobbits e à parte dos acontecimentos do resto da Terra Média. É localizado no noroeste do continente, na grande região de Eriador e no Reino de Arnor. Seu nome em Westron é Sûza "Condado" ou Sûzat "O Condado". Seu nome em Sindarin é i Drann.

## Geografia
O rio Brandevin limita o Condado pelo leste. Hobbits também vivem na Terra dos Buques, que fica a leste do rio e a oeste da Cerca que protege o Condado de invasões das árvores da Floresta Velha [en]; No entanto, a Terra dos Buques não foi reconhecida formalmente como parte do Condado ate o fim da Guerra do Anel, quando foi oficialmente cedida ao Condado pelo Rei Elessar. Pelo norte e pelo oeste, o Condado é limitado pelas antigas estrada sul e estrada leste e por traços geográficos como as Colinas das Torres.
O Condado é descrito como uma terra pequena mas bonita e frutífera, amada por seus habitantes. Os Hobbits possuem um extensivo sistema de agricultura no Condado mas não são industrializados. Vários recursos podem ser encontrados no Condado, incluindo cereais, frutas, madeira e erva-de-fumo.

## Adaptações

### Cinema
O Condado faz uma aparição em ambos os filmes de animação O Hobbit, de 1977, e O Senhor dos Anéis, de 1978.
Na trilogia cinematográfica de O Senhor dos Anéis, a Condado apareceu em ambos The Fellowship of the Ring e The Return of the King. As cenas do Condado foram filmadas em um local em Matamata, Nova Zelândia. Após as filmagens, a área foi devolvida ao seu estado natural, mas mesmo sem o conjunto do filme a área tornou-se um local turístico de excelência.
O Condado foi revisitado por Peter Jackson para The Hobbit: An Unexpected Journey. As cenas do Condado foram filmadas no mesmo local em Matamata, na Nova Zelândia. Ao contrário dos filmes anteriores, a Vila dos Hobbits foi construída a partir de materiais permanentes, de modo que ela irá durar por várias décadas.

### Jogos
No jogo de estratégia em tempo real The Lord of the Rings: The Battle for Middle Earth II, de 2006, o Condado aparece tanto como um nível na campanha do mal, onde o jogador invade o controle de um exército goblin, e como um mapa nos jogos de modo de batalha multijogador.
No jogo de interpretação para múltiplos jogadores The Lord of the Rings Online, o Condado aparece quase em sua totalidade como uma das principais regiões do jogo. O Condado é habitado por centenas de personagens não-jogáveis, e o jogador pode se envolver em centenas de missões. As únicas partes do mapa original de Christopher Tolkien que estão faltando no jogo são algumas partes do Farthing Ocidental e a maioria do Farthing do Sul. Uma parte do Farthing do Norte também está dentro da região de Evendim para o desígnio do jogo.
No jogo de ação The Lord of the Rings: Conquest, de 2009, a Condado aparece como um dos campos de batalha do jogos durante a campanha do Mal, onde ele está arrasado pelas forças de Mordor. No RPG eletrônico The Lord of the Rings: War in the North, o Condado aparece rapidamente em uma cena mostrando os Nazgûl rompendo as defesas florestais em Sarn Ford.
A Games Workshop também produziu um suplemento em 2004 para o jogo The Lord of the Rings Strategy Battle Game intitulado The Scouring of the Shire. Este suplemento continha regras para um grande número de miniaturas que retratava o Condado após a conclusão da Guerra do Anel.